# A.K.M. Mohiuddin Ahmed
Ne doit pas être confondu avec Mohiuddin Ahmed.
A.K.M. Mohiuddin Ahmed (bengali : এ কে এম মহিউদ্দিন আহমেদ), mort le 28 janvier 2010 à Dacca (Bangladesh), est un militaire et diplomate bangladais, connu pour son implication dans l'assassinat de Sheikh Mujibur Rahman, premier président du Bangladesh, en 1975,.
Condamné à la peine de mort en 1998, il est exécuté par pendaison le 28 janvier 2010, soit le même jour que quatre de ses co-accusés (Syed Faruque Rahman, Sultan Shahriar Rashid Khan, Mohiuddin Ahmed et Bazlul Huda). 

## Carrière
En 1975, quelques officiers de l'armée de rang intermédiaire, dont Ahmed, mécontents de la direction prise par le Bangladesh sous la présidence de son premier président, Sheikh Mujibur Rahman, décide de le renverser. Le coup d'État a lieu le 15 août et au cours de ce dernier, Ahmed et d'autres militaires s'introduisent dans la résidence du président et y perpètrent un massacre, le tuant lui et plusieurs membres de sa famille. Sur les lieux mêmes du massacre, les putschistes forment un conseil de commandement censé assurer la direction du pays,. Par la suite, Ahmed poursuit une carrière dans le corps diplomatique et est notamment affecté à Tripoli en Libye.
Ahmed a fui aux États-Unis en 1996, la même année où la Ligue Awami du Bangladesh est revenue au pouvoir. Il a demandé l'asile, mais sa demande a été rejetée et il a été expulsé des États-Unis en 2002. Le 18 juin 2007, Ahmed a été expulsé des États-Unis après avoir mené une longue bataille juridique pour y rester. Il avait été arrêté le 13 mars 2007 par les services américains de l'immigration et des douanes. Dans sa maison de Patuakhali a été incendiée le 18 novembre 2009 par la population locale.

## Jugement
Le2 octobre 1996, AFM Mohitul Islam a porté plainte contre Cheikh Mujib au poste de police de Dhanmondi. Le 8 novembre 1998, Ahmed et quatorze autres personnes ont été condamnés à mort dans l'affaire du meurtre du Sheikh Mujib et de sa famille. Le 30 avril 2001, la Haute Cour du Bangladesh a confirmé les condamnations à mort de douze personnes,.

## Mort
Le 28 janvier 2010, sa demande de grâce a été rejetée par le Président du Bangladesh. Le même jour, Ahmed a été pendu avec le Sultan Shahriar Rashid Khan, Mohiuddin Ahmed, Syed Farooq Rahman et Mohammad Bazlul Huda à la prison centrale de Dhaka,. Il a été enterré à Galachipa Upazila dans le district de Patuakhali.